# ثينكو أوليفاس
بلدية ثينكو أوليفاس (بالإسبانية: Cinco Olivas) هي بلدية تقع في مقاطعة سرقسطة التابعة لمنطقة أراغون شمال شرق إسبانيا.

## الديموغرافيا
بلغ عدد سكان بلدية ثينكو أوليفاس 125 نسمة عام 2011 (وفقاً للمعهد الوطني الإسباني للإحصاء).
| 134 | 133 | 127 | 115 | 116 | 118 | 125 |